# Bluesfestival i Eslöv
Bluesfestival i Eslöv startade år 2000 och låg sista helgen i oktober fram till år 2015. Platsen var Medborgarhuset i Eslöv. Arrangörer var Föreningen Blues i Eslöv i samarbete med studieförbundet ABFMittskåne. Inbjudna artister kom från USA, EU och Skandinavien. Förutom musik presenterades också konst, foto, litteratur och annat relaterat till bluesgenren. Föreningen tog också initiativet till landets första (och enda) bluesbibliotek som fanns i Eslövs stadsbiblioteks lokaler på Norregatan 9. Andra arrangemang som föreningen genomförde var Vårblues på Gya och Juldagsblues på Medborgarhuset i Eslöv. 2015 arrangerade man Blues i byn, ett bluesprogram som möjliggjordes genom ett kommunalt bidrag, 2016 beslutade föreningens styrelse att avsluta festivalen, åtminstone temporärt. 2017 genomfördes "Gospelsommar" i byar i Eslövs kommun. Föreningen fortsatte att vara aktiv med mindre arrangemang som Vårblues på Gya i Stehag och Juldagblues på Medborgarhuset i Eslöv fram till och med 2019 då föreningen avvecklades.